# Liste der Monuments historiques in Rigaud (Alpes-Maritimes)
Die Liste der Monuments historiques in Rigaud (Alpes-Maritimes) führt die Monuments historiques in der französischen Gemeinde Rigaud auf.

## Liste der Objekte
Zum Verständnis siehe: Kirchenausstattung
| Bezeichnung | Beschreibung                                                                          | Standort | Kennzeichnung | Schutzstatus | Datum | Bild |
| --- | ------------------------------------------------------------------------------------- | -------- | ------------- | ------------ | ----- | ---- |
| Retabel mit Gemälde La Vierge donnant le scapulaire à Saint Pascal                                                           | Holz, Leinwand, 17. Jahrhundert; in der Pfarrkirche                                   | (Lage)   | PM06000783    | Classé       | 1908  |      |
| Gemälde Vierge de Pitié entourée de sainte Appolonie, saint Antoine abbé, sainte Marie-Madeleine et saint Jean l’Evangéliste | Ölgemälde, stuckierter Rahmen, zweite Hälfte des 17. Jahrhunderts; in der Pfarrkirche | (Lage)   | PM06000784    | Classé       | 1988  |      |
| Prozessionskreuz | Silber, 1519; in der Pfarrkirche                                                      | (Lage)   | PM06000780    | Classé       | 1908  |      |
| Skulptur des heiligen Antonius der Große                                                                                     | Holz, 16. Jahrhundert; in der Pfarrkirche                                             | (Lage)   | PM06000779    | Classé       | 1908  |      |
| Retabel mit dem Gemälde Beschneidung                                                                                         | Holz, Leinwand, 17. Jahrhundert; in der Pfarrkirche                                   | (Lage)   | PM06000781    | Classé       | 1908  |      |
| Retabel mit Gemälde La Vierge du rosaire                                                                                     | Ölgemälde, 1614; in der Pfarrkirche                                                   | (Lage)   | PM06000782    | Classé       | 1908  |      |